# بی‌ام‌و آر ۶۹اس
بی‌ام‌و آر۶۹اس (به انگلیسی: BMW R69S) موتورسیکلت‌هایی با انجین دوسیلندر موتور تخت ۵۹۴ سی‌سی بودند که توسط ب‌ام‌و موتوراد در مونیخ، آلمان تولید می‌شودند.
از سال ۱۹۵۵ تا ۱۹۶۹، ۱۵٫۳۴۷ عدد از این موتورسیکلت‌های دوسیلندر ۵۹۴ سی‌سی با محور متحرک ساخته شد. ۳۵ اسب بخار (۲۶ کیلووات) آر۶۹ از سال ۱۹۵۵ تا ۱۹۶۰، ۴۲ اسب بخار (۳۱ کیلووات) آر۶۹اس از سال ۱۹۶۰ تا ۱۹۶۹ تولید شد، و آر۶۹ یو. اس با قدرت ۴۲ اسب بخار از سال ۱۹۶۸ تا ۱۹۶۹ تولید شد.

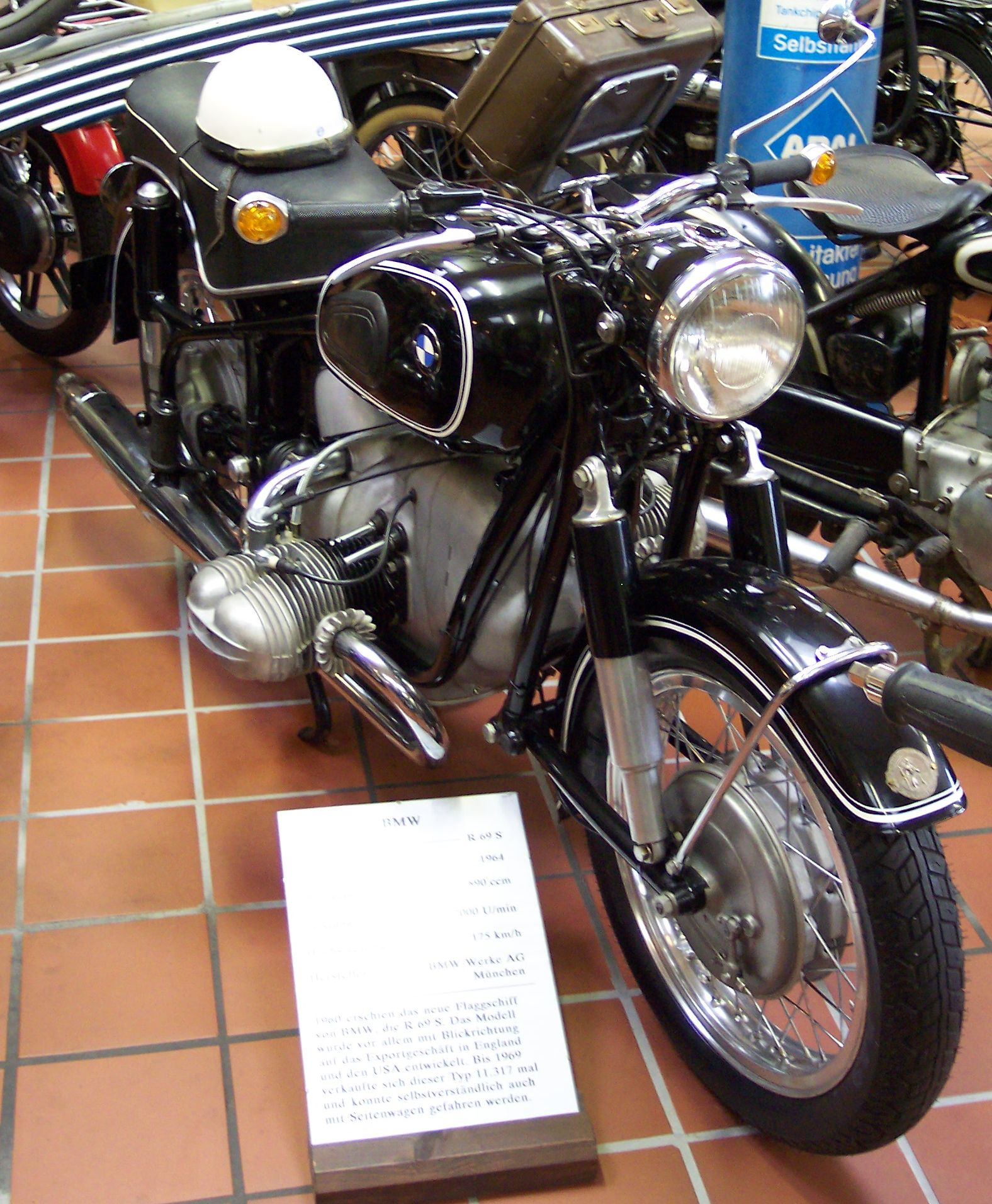
بی‌ام‌و آر۶۹اس

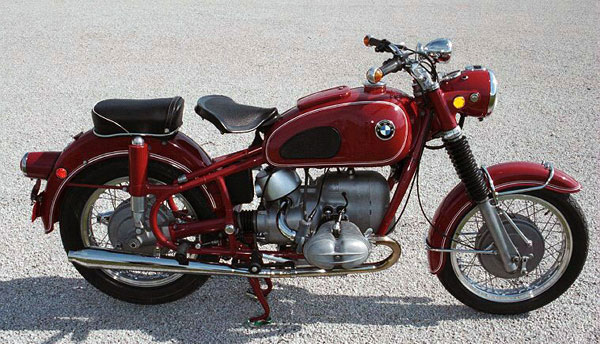
بی‌ام‌و آر۶۹ یو. اس

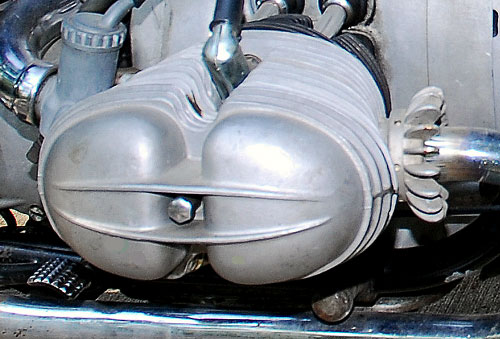
انجین بی‌ام‌و آر۶۹